# Bremanger
Bremanger est une kommune de Norvège. Elle est située sur l'île de Bremangerlandet dans le comté de Vestland.